# الشعاب التوأم
الشعاب التوأم أو الصخور التوأم هي صخور مغمورة حوالي 11 ميل (18 كـم) غرب أرخبيل جالطة من تونس، في حوالي 37°24′N 8°36′E / 37.400°N 8.600°E.
في شكلها هضبتين مغمورتين تمتد من الشمال الغربي إلى الجنوب الشرقي حوالي 169 قدم (52 م) متباعدتان ومنفصلتان بقناة عمقها 39–49 قدم (12–15 م). يبلغ طول الصخور الشمالية الغربية حوالي 66 قدم (20 م) وقطرها 16 قدم (4.9 م) تحت الماء، بينما يبلغ طول الصخور الجنوبية الشرقية 197 قدم (60 م) وقطرها 4 قدم (1.2 م) فقط 4 قدم (1.2 م) تحت الماء.
اصطدمت سفينة تدعى (HMS Avenger) على الشعاب التوأم في عام 1847 مما تتسبب في خسائر فادحة في الأرواح.